# Tasmanoonops fulvus
Tasmanoonops fulvus là một loài nhện trong họ Orsolobidae.
Loài này thuộc chi Tasmanoonops. Tasmanoonops fulvus được V. V. Hickman miêu tả năm 1979.